# Thung lũng Kathmandu
Thung lũng Kathmandu (Nepal: काठमाडौं उपत्यका, Nepal Bhasa: स्वनिगः và cũng được viết là नेपाः गाः) trong lịch sử còn được biết đến là Thung lũng Nepal hoặc Thung lũng Nepa là một thung lũng nằm ở ngã tư giao nhau của các nền văn minh cổ xưa của Tiểu lục địa Ấn Độ và rộng hơn là lục địa châu Á. Đây là khu vực có ít nhất 130 di tích quan trọng, bao gồm nhiều địa điểm hành hương cho người Hindu giáo và Phật giáo. Thung lũng có 7 địa danh được UNESCO công nhận là Di sản thế giới.
Trong lịch sử, thung lũng và các khu vực liền kề tạo thành một liên minh gọi là Nepal Mandala. Cho đến thế kỷ thứ 15, Bhaktapur, Kathmandu và Lalitpur là những thủ đô của các tiểu vương quốc đã được thành lập ở thung lũng. Sau khi thung lũng được thống nhất bởi Vương quốc Gorkha và thung lũng trở thành thủ đô của đế chế, các vùng đất xung quanh dần bị họ chinh phục.
Thung lũng Kathmandu là nơi phát triển nhất và đông dân cư nhất ở Nepal. Đa số các văn phòng và trụ sở chính được đặt tại thung lũng, khiến nó trở thành trung tâm kinh tế của Nepal. Đây cũng là nơi thu hút lượng khách du lịch lớn bởi kiến trúc độc đáo của Kathmandu và nền văn hóa phong phú của nó, bao gồm số lượng lớn nhất các địa điểm hành hương ở Nepal.
Tháng 4 năm 2015, thung lũng Kathmandu hứng chiu một trận động đất kinh hoàng. Trận động đất đã khiến hàng ngàn người thương vong và phá hủy nhiều cơ sở hạ tầng trên khắp thung lũng tại các thị trấn Lalitpur, Kirtipur, Madhyapur Thimi, Bhaktapur cùng nhiều đô thị khác, ước tính 1,5 triệu người bị ảnh hưởng bởi trận động đất.

## Tên nguyên
Kathmandu không phải là tên bản địa được sử dụng bởi người bản xứ Nepa của thung lũng. Thuật ngữ "Nepa-al" có nghĩa là "vùng đất của người Nepa" và theo truyền thống được sử dụng để chỉ thung lũng này.
Tên Pahari Kathmandu xuất phát từ một cấu trúc trong Quảng trường Durbar được gọi bằng tên tiếng Phạn Kāsṣtha mandapa "Nơi trú ẩn bằng gỗ". Ngôi đền Kasthamandap độc đáo này còn được gọi là Maru Sattal được xây dựng vào năm 1596 bởi vua Lakshmi Narasimha Malla. Toàn bộ cấu trúc không chứa bất kỳ một chiếc đinh sắt hay cột chống đỡ nào và được làm hoàn toàn từ gỗ. Truyền thuyết kể rằng, gỗ được sử dụng cho ngôi chùa hai tầng này được lấy từ một cây cổ thụ duy nhất.

## Lịch sử
Thung lũng Kathmandu có thể đã có người ở vào khoảng năm 300 trước Công nguyên (TCN), kể từ khi những đồ vật lâu đời nhất được biết đến trong thung lũng có niên đại vài trăm năm trước công nguyên. Dòng chữ cổ được biết đến sớm nhất có niên đại từ năm 185 TCN. Tòa nhà có niên đại lâu đời nhất trong thung lũng bị ảnh hưởng từ trận động đất là hơn 2000 năm tuổi. Bốn bảo tháp xung quanh thành phố Patan được cho là của Charumati, con gái hoàng đế Maurya Ashoka vào thế kỷ 3 TCN, chứng thực lịch sử cổ đại hiện diện trong thung lũng. Như những câu chuyện về chuyến viếng thăm của Đức Phật, không có bằng chứng nào ủng hộ chuyến viếng thăm của Ashoka, nhưng các bảo tháp có lẽ có từ thời kỳ đó. Những người Licchavi có chữ khắc sớm nhất vào năm 464. Họ là những người cai trị thung lũng tiếp theo và có quan hệ chặt chẽ với Đế quốc Gupta của Ấn Độ. Triều đại Malla cai trị thung lũng Kathmandu và các vùng lân cận từ thế kỷ 12 đến 18 khi triều đại Shah của vương quốc Gorkha dưới thời Prithvi Narayan Shah chinh phục thung lũng những gì mà ngày nay là Nepal. Chiến thắng của ông trong Trận Kirtipur năm 1767 là khởi đầu cho cuộc chinh phục thung lũng.
Người Newar là cư dân bản địa và người tạo ra nền văn minh lịch sử của thung lũng. Ngôn ngữ của họ ngày nay được gọi là tiếng Nepal Bhasa. Họ được cho là hậu duệ của các nhóm sắc tộc và chủng tộc khác nhau đã sinh sống và cai trị thung lũng trong suốt lịch sử hai thiên niên kỷ ở nơi này. Các học giả cũng đã mô tả khu vực sinh sống của người Newar như là một quốc gia. Họ đã phát triển một bộ phận lao động và một nền văn minh đô thị tinh vi không thể tìm thấy ở bất cứ nơi nào khác dưới chân dãy núi Himalaya. Họ được biết đến với những đóng góp cho nghệ thuật, điêu khắc, kiến trúc, văn hóa, văn học, âm nhạc, công nghiệp, thương mại, nông nghiệp và ẩm thực, để lại dấu ấn của họ trong nghệ thuật Trung Á.

## Địa lý
Thung lũng Kathmandu có dạng hình cái bát. Phần trung tâm thung lũng của nó nằm ở độ cao 1.425 mét (4.675 ft) so với mực nước biển. Thung lũng được bao quanh bởi bốn dãy núi là các đồi Shivapuri (ở độ cao 2.732 mét hay 8.963 foot), Phulchowki (2.695 mét hay 8.842 foot), Nagarjun (2.095 mét hay 6.873 foot) và Chandragiri (2.551 mét hay 8.369 foot). Sông chính chảy qua thung lũng Kathmandu là Bagmati.
Thung lũng bao gồm các huyện Kathmandu, Lalitpur và Bhaktapur với diện tích 220 dặm vuông Anh (570 km2) (gần bằng diện tích của đảo quốc Singapore). Thung lũng bao gồm các khu vực đô thị của thành phố Kathmandu, Lalitpur, Bhaktapur, Kirtipur và Madhyapur Thimi; diện tích còn lại được tạo thành từ một số đô thị và làng mạc nông thôn khác. Thung lũng là một trung tâm văn hóa và chính trị của Nepal với vị thế là một Di sản thế giới được UNESCO vào năm 1979.

## Điểm tham quan

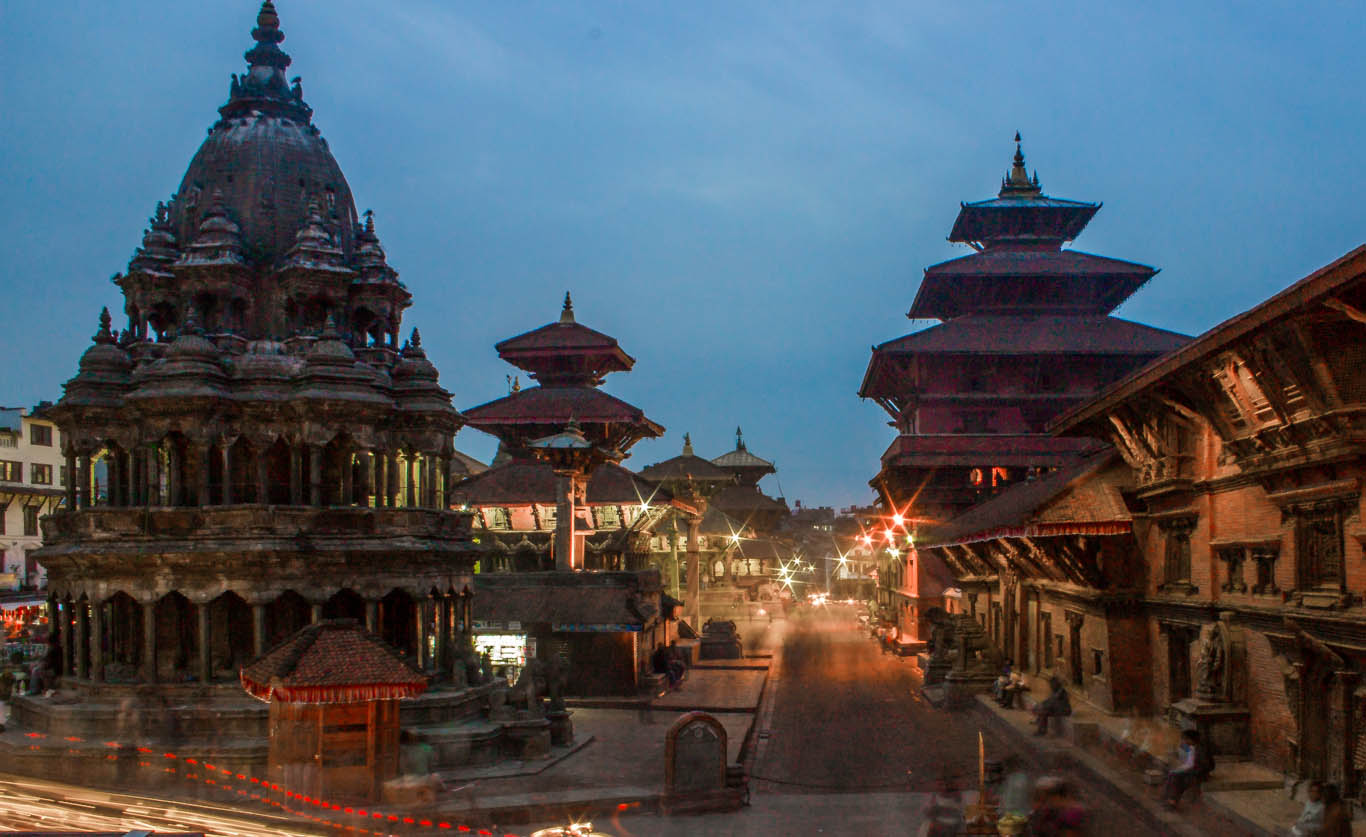
Quảng trường Patan Durbar năm 2014.

Dưới đây là danh sách chưa đầy đủ của các ngôi chùa và di tích đáng chú ý ở thung lũng. Bảy trong số các địa điểm đã được UNESCO công nhận là Di sản thế giới vào năm 1979.
- Bhaktapur
  - Quảng trường Bhaktapur Durbar (Di sản thế giới của UNESCO)
  - Đền Changu Narayan (Di sản thế giới của UNESCO)
  - Đền Doleshwor Mahadeva
  - Tượng Kailashnath Mahadev
  - Đền Suryavinayak
- Kathmandu
  - Đền Pashupatinath (Di sản thế giới của UNESCO)
  - Đền Aditnath
  - Bảo tháp Boudhanath (Di sản thế giới của UNESCO)
  - Đền Bagh Bhairab
  - Đền Dakshinkali
  - Đền Guhyeshwari
  - Quảng trường Kathmandu Durbar (Di sản thế giới của UNESCO)
  - Cung điện Narayanhiti
  - Ranipokhari
  - Đền Swayambhunath (Di sản thế giới của UNESCO)
  - Đền Uma Maheshwar
  - Đền Ajima
  - Đền Jal Binayak
  - Đền Chandra Binayak
  - Đền Budhanilkantha
- Lalitpur
  - Quảng trường Patan Durbar (Di sản thế giới của UNESCO)
  - Đền Rato Macchindranath, Bungamati

## Hiện trạng
Thung lũng này có một Di sản thế giới được UNESCO công nhận bao gồm 7 khu vực bảo tồn nằm tại trung tâm của ba thành phố chính là Kathmandu Hanuman Dhoka, Patan Durbar, Bhaktapur Durbar, hai Bảo tháp Phật giáo quan trọng nhất là Swayambhunath và Boudhanath cùng hai đền thờ Hindu nổi tiếng là đền Pashupatinath và Changu Narayan. Kể từ năm 2003, UNESCO liệt thung lũng này này vào danh sách di sản thế giới bị đe dọa vì mối quan ngại về sự mất đi sự liên tục về tính xác thực cũng như các giá trị nổi bật của di sản văn hóa. Tình trạng này sau đó được gỡ bỏ vào năm 2007.
Trong quá khứ, các bậc thầy Phật giáo Tây Tạng bao gồm Marpa, Milarepa, Rwa Lotsava, Ras Chungpa, Dharma Swami, Karmapa XIII, Karmapa XVI và một số người khác đã đến thăm và du lịch tại thung lũng Kathmandu. Tuy nhiên, nhóm người Tây Tạng lớn nhất đã đến đây là vào những năm 1960. Nhiều người định cư xung quanh Bảo tháp Swayambhunath và Boudhanath. Nhiều Đức Đạt lai Lạt ma nổi tiếng được biết đến trên khắp thế giới cũng có các tu viện và trung tâm Phật giáo của họ ở thung lũng Kathmandu.
Lịch sử 1500 năm của kiến trúc chôn cất trong thung lũng cung cấp một số ví dụ điển hình nhất về kiến trúc đá được tìm thấy ở tiểu lục địa Ấn Độ. Một Cetiya được đặt ở hầu hết các sân trong các thành phố như là tại quảng trường Patan. Chữ khắc trên đá ở Thung lũng Kathmandu là nguồn tài liệu quan trọng để nghiên cứu lịch sử của Nepal.